# Сліпушко Оксана Миколаївна
Оксана Миколаївна Сліпушко (21 листопада 1973, с. Береза, Глухівський район, Сумська область) — український філолог, літературознавець, письменниця. Професор, завідувач кафедри історії української літератури і шевченкознавства Інституту філології КНУ імені Тараса Шевченка. Доктор філологічних наук. Авторка ряду праць із давньої української літератури, суспільно-політичної думки XIX століття, літератури XX ст.

## Життєпис
1996 року закінчила філологічний факультет Київського національного університету імені Тараса Шевченка за спеціальністю «українська мова і література».
1996–1998 навчання в аспірантурі. 1998 — захистила кандидатську дисертацію «Давньоукраїнський бестіарій: генезис і система». Того ж року видала «Новий тлумачний словник української мови у 4 т.» (у співавторстві з В. Яременком), який автори «Словника української мови» в 11 томах назвали «98-відсотковим плагіатом чистісінької води».
З 2001 року — викладачка Інституту філології Київського національного університету імені Тараса Шевченка.
З 2012 року — в. о. завідувача катедри історії української літератури та шевченкознавства.

## Основні наукові праці
- «Давньоукраїнський бестіарій (звірослов): національний характер, суспільна мораль і духовність давніх українців у тваринних архетипах, міфах, символах, емблемах» (К.,2001);
- «Софія київська: українська література Середньовіччя: доба Київської Русі (Х-ХІІІ століття)» (К., 2002);
- «Література Київської Русі. Нариси» (К., 2005),
- «Програма з курсу давньої української літератури» (К., 2003) (у співав. з Галиною Усатенко);
- Упорядник видань: «Новий тлумачний словник української мови у 4 т.» (К., 1998, 2003) (у співавторстві з проф. В. Яременком);
- «Тлумачний словник чужомовних слів в українській мові» (К., 1999);
- «Тисяча років української суспільно-політичної думки: у 9 томах і 14 книгах» (Т. 1, 5. — К., 2001);
- «Золоте слово. Хрестоматія літератури Середньовіччя ІХ-ХУ ст.» у 2 томах (К., 2002);
- «Україна: енциклопедичний словник: історія, культура, освіта, політика, економіка, фінанси, право» (К., 2008);
- «Духовна держава Тараса Шевченка»: монографія (К. : Видавничо- поліграфічний центр «Київський університет», 2013. — 127 с. ISBN 978-966-439-598-1.)

## Художньо-історичні книги
- «Таємниці володарів Русі: від Олега до Володимира Мономаха» (К., 2003),
- «Жриці влади і любові: єгипетська цариця Клеопатра і руська княгиня Ольга»,
- «Лаври і терни правителя: римський імператор Цезар і руський князь Олег» (2005).
- «Віктор Ющенко: випробування владою» (у співавторстві з академіком М. Г. Жулинським).